# プロパンニトリル
プロパンニトリル（Propanenitrile）は、C2H5CNの分子式を持つニトリルである。エーテル様の甘い匂いを持つ透明な液体である。プロピオニトリル、エチルシアニドとも言う。毒物及び劇物取締法の劇物に該当する。消防法に定める第4類危険物 第1石油類非水溶性液体に該当する。

## 製法
プロパンニトリルは、アクリロニトリル触媒下でのプロパンアミドの脱水反応、または硫酸エチルとシアン化カリウムの蒸留によって製造される。
1979年、サウスカロライナ州ビューフォートの工場でニッケル触媒によるアクリロニトリルの還元によるプロパンニトリル製造中に爆発が起こった。この場所は現在、サウスカロライナ州でスーパーファンドによる清掃が行われている2つの場所のうちの1つになっている。

## 毒性
プロパンニトリルは、加熱分解をしたり酸で処理すると有害になる。シアニドの代謝によって生成され、奇形性を発現する。